# Münchner Kouros

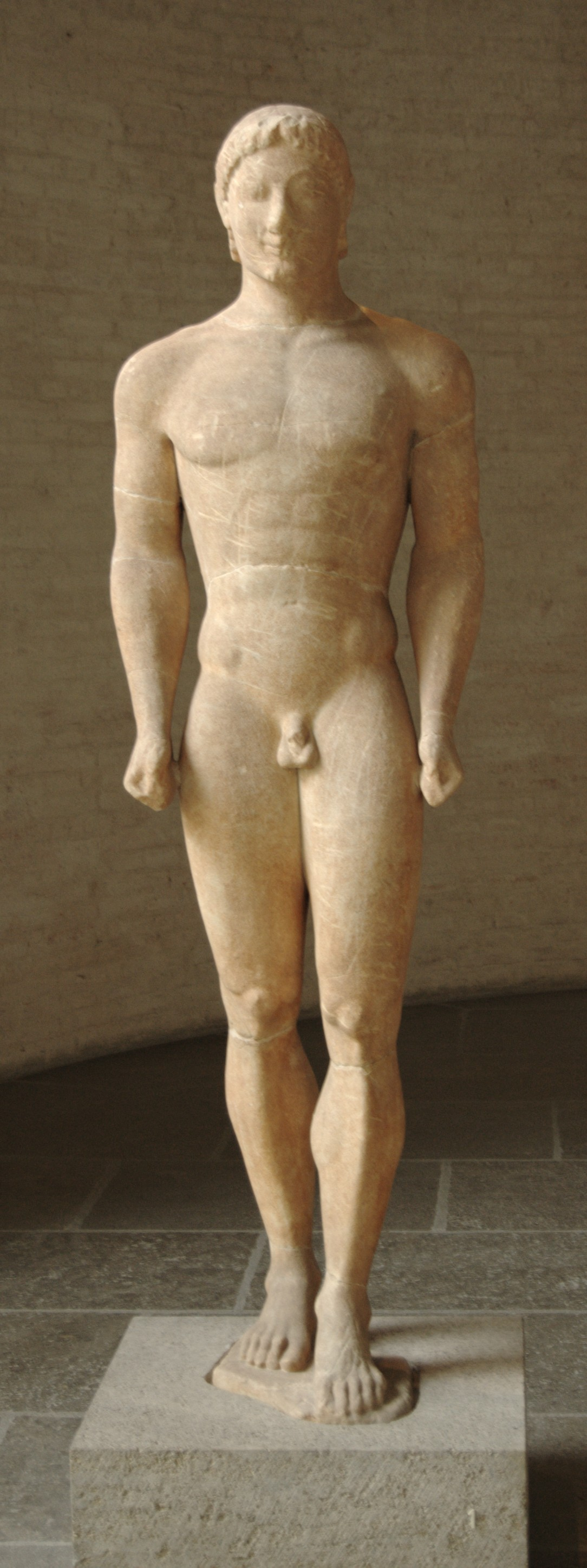
Münchner Kouros

Der Münchner Kouros ist eine 2,08 Meter hohe und in das 3. Viertel des 6. Jahrhunderts v. Chr. datierte Grabstatue eines nackten Jünglings aus Attika. Sie befindet sich unter der Inventarnummer 169 in der Münchner Glyptothek, die sie 1910 erwarb.
Die aus nun rötlich-braun verwittertem Marmor gefertigte Statue folgt dem Schema eines Kouros, eines der Leitthemen der archaischen Plastik. Das linke Bein ist nach vorn gestellt, das rechte tritt leicht zurück, ohne dabei ein Bewegungsmotiv wiederzugeben: Die Stellung der Beine wirkt sich kaum auf die Gestaltung des Beckens aus, das ein Heben der linken oder Senken der rechten Seite nur unmerklich andeutet.
Auch die breiten und muskulösen Schultern liegen auf einer Höhe. Die frei ausgearbeiteten Arme hängen parallel am Körper herab, die Unterarme sind leicht nach vorn gewinkelt, die Hände zu Fäusten geballt. Nur im Bereich der Faustinnenseiten waren die Unterarme mittels kleiner Marmorstege mit dem Körper verbunden. Der muskulöse Körper zeigt gegenüber älteren Vertretern des Typus geschmeidigere Übergänge zwischen den Körperpartien, besitzt aber im Bereich der Bauchmuskulatur die für ältere Werke typische, unnatürliche Dreiteilung der Muskelpakete zwischen Rippenbogen und Nabel. Die Behandlung des Rückens mit seinen schematischen Furchen, die verschiedene, vom Rückgrat zu den Flanken verlaufende Muskelpartien sowie die Schulterblätter andeuten, ist ganz älteren Vorbildern verhaftet.
Das Gesicht ist füllig und rundoval, erreicht in der Seitenansicht zudem eine bei älteren Statuen unbekannte Tiefe. Das für Statuen der Zeit typische „archaische Lächeln“ umspielt die Lippen. Die Augen sind mandelförmig, die Ohren im Gegensatz zu älteren Statuen realistisch wiedergegeben. Gerahmt wird das Gesicht von plastisch durchgearbeiten, hängenden Spirallocken, die sich über der Stirnmitte teilen. Im Bereich der Kalotte sind die Spirallocken flach anliegend dargestellt, im Bereich des Nackens ist das Haar kurz geschnitten.
Aufgrund seiner stilistischen Merkmale wird der Kouros in die Zeit um 540/30 v. Chr. oder allgemeiner in das 3. Viertel des 6. Jahrhunderts v. Chr. datiert. Er steht dem ebenfalls aus Attika stammenden Kouros von Anavyssos nahe. Doch weist dieser eine deutlichere Trennung zwischen Stand- und Spielbein auf, die sich auch auf die Beckenstellung mit ihrer Kontraktion der linken Standbeinseite auswirkt.